# Hàng không năm 1984
Đây là danh sách các sự kiện hàng không nổi bật xảy ra trong năm 1984:

## Chuyến bay đầu tiên

### Tháng 2
- 6 tháng 2 - AIDC AT-3
- 14 tháng 2 - Cessna Citation S/II
- 15 tháng 2 - Cessna T-47

### Tháng 4
- 24 tháng 4 - Dornier SeaStar D-ICDS

### Tháng 5
- 7 tháng 5 - Pilatus PC-9
- 15 tháng 5 - AMX International AMX

### Tháng 6
- 22 tháng 6 - Rutan Voyager
- 28 tháng 6 - Fuji KM-2D

### Tháng 7
- 4 tháng 7 - Bell Twin Ranger

### Tháng 8
- 16 tháng 8 - ATR-42
- 16 tháng 8 - Harbin Y-12

### Tháng 9
- 17 tháng 9 - Avtek 400 N400AV
- 21 tháng 9 - Dassault Falcon 900

### Tháng 10
- 6 tháng 10 - FMA IA 63 Pampa
- 12 tháng 10 - PZL-130 Orlik

### Tháng 12
- 14 tháng 12 - Grumman X-29

## Bắt đầu hoạt động

### Tháng 5
- 12 tháng 5 - Airbus A310 trong Air France.

### Tháng 6
- 15 tháng 6 - Saab 340 trong Crossair.

### Tháng 7
- 2 tháng 7 - Mirage 2000 trong Escadron de Chasse 1/2